# VV Alkmaar in het seizoen 2017/18
Het seizoen 2017/2018 was het 1e jaar in het bestaan van de Alkmaarse vrouwenvoetbalclub VV Alkmaar. De club kwam uit in de Eredivisie en eindigde op de zevende plaats. In het toernooi om de KNVB beker reikte de ploeg tot de achtste finale. Hierin was sc Heerenveen te sterk met 2–0.

## Wedstrijdstatistieken

### Eredivisie
|       | Achilles '29 | ADO Den Haag | AFC Ajax | Excelsior/Barendrecht | sc Heerenveen | PEC Zwolle | PSV   | FC Twente |
| ----- | ------------ | ------------ | -------- | --------------------- | ------------- | ---------- | ----- | --------- |
| Thuis | 3 – 0        | 4 – 3        | 0 – 2    | 4 – 0                 | 2 – 3         | 1 – 7      | 1 – 1 | 2 – 5     |
| Uit   | 0 – 1        | 2 – 1        | 3 – 0    | 1 – 4                 | 0 – 2         | 2 – 1      | 1 – 1 | 2 – 1     |

#### Plaatseringsgroep 6–9
|       | Achilles '29 | ADO Den Haag | Excelsior/Barendrecht |
| ----- | ------------ | ------------ | --------------------- |
| Thuis | 4 – 2        | 3 – 3        | 0 – 5                 |
| Uit   | 2 – 1        | 4 – 0        | 2 – 2                 |
|       | 1 – 2 (U)    | 2 – 1 (T)    | 5 – 2 (T)             |

### KNVB beker
| Achtste finale                          | sc Heerenveen        | 2 – 0 (? – 0)    | VV Alkmaar |  |
| Plaats: Tilburg Sportpark Bijstervelden | Onbekend Fenna Kalma | Wedstrijdverslag |            |  |

## Statistieken VV Alkmaar 2017/2018

### Eindstand VV Alkmaar in de Nederlandse Eredivisie Vrouwen 2017 / 2018
| Stand | Gespeeld | Gewonnen | Gelijk | Verloren | Punten | Doelpunten voor | Doelpunten tegen | Gele kaarten | Rode kaarten |
| ----- | -------- | -------- | ------ | -------- | ------ | --------------- | ---------------- | ------------ | ------------ |
| 7e    | 16       | 6        | 2      | 8        | 20     | 28              | 32               | 10           | 0            |

### Eindstand VV Alkmaar in de plaatseringsgroep 2017 / 2018
| Stand | Gespeeld | Gewonnen | Gelijk | Verloren | Punten | Doelpunten voor | Doelpunten tegen | Gele kaarten | Rode kaarten |
| ----- | -------- | -------- | ------ | -------- | ------ | --------------- | ---------------- | ------------ | ------------ |
| 7e    | 9        | 4        | 2      | 3        | 24     | 19              | 22               | 6            | 0            |

### Topscorers
| #      | Naam              | Goal |
| ------ | ----------------- | ---- |
| 1.     | Katja Snoeijs     | 25   |
| 2.     | Simone Kets       | 11   |
| 3.     | Kerstin Casparij  | 2    |
| 3.     | Niekie Pellens    | 2    |
| 4.     | Jamie Altelaar    | 1    |
| 4.     | Anne-Fleur Duppen | 1    |
| 4.     | Ingrid Schuiten   | 1    |
| 4.     | Gisele de Win     | 1    |
| Totaal | Totaal            | 47   |

| #      | Naam           | Goal |
| ------ | -------------- | ---- |
| –      | Geen speelster | –    |
| Totaal | Totaal         | 0    |

### Kaarten
| #      | Naam             |    |
| ------ | ---------------- | -- |
| 1.     | Jamie Altelaar   | 6  |
| 2.     | Niekie Pellens   | 4  |
| 3.     | Jasmijn Duppen   | 2  |
| 4.     | Kerstin Casparij | 1  |
| 4.     | Anna Knol        | 1  |
| 4.     | Ingrid Schuiten  | 1  |
| 4.     | Jaimy Visser     | 1  |
| Totaal | Totaal           | 16 |

| #      | Naam           |   |
| ------ | -------------- | - |
| –      | Geen speelster | – |
| Totaal | Totaal         | 0 |

| #      | Naam           |   |
| ------ | -------------- | - |
| –      | Geen speelster | – |
| Totaal | Totaal         | 0 |

## Voetnoten
Achilles '29 · 
ADO Den Haag · 
Ajax · 
VV Alkmaar · 
Excelsior/Barendrecht · 
sc Heerenveen · 
PEC Zwolle · 
PSV · 
FC Twente